# The Order
The Order eller Brüders Schweigen var ett nynazistisk terroristbrödraskap, som under 1980-talet ägnade sig åt bland annat rån och mord (se Alan Berg). Medlemmarna avtjänar idag fängelsestraff. En av dem var David Lane. Grundare var den nazistiska fundamentalisten Robert J. Mathews. Vid inledningsriten som alla medlemmar var tvungna att medverka i svor man att bekämpa judarna och tillägna sitt liv till att försvara den ariska rasen.
Efter att en av gruppens medlemmar, Thomas Martinez, blivit gripen i Philadelphia gick han med på att bli informatör åt FBI och ledde dessa till ett hotell i Portland, Oregon. Mathews och en annan gruppmedlem vid namn Gary Yarbrough var i hotellet. Mathew kom undan och skadade en agent medan Gary greps. Thomas ses idag som en förrädare av den nazistiska rörelsen.
Mathews flydde och hittades i Whidbey Island i delstaten Washington, där han i december 1984 höll 200 poliser på avstånd i 36 timmar tills han dog av en brand som startats i huset han barrikaderat sig i.
30 december 1985 dömdes nio män och en kvinna, alla tillhörande gruppen, i Seattle, USA. De dömdes till mellan 40 och 100 år i fängelse samt stränga böter. En annan gruppmedlem fälldes i en annan rättegång för mord på en polis i Missouri och dömdes till livstids fängelse. Ytterligare tolv gruppmedlemmar erkände sig skyldiga till olika brott och en hade gått under jorden och hamnade på FBI Ten Most Wanted List före sitt tillfångatagande.